# Subdivision de la Guinée

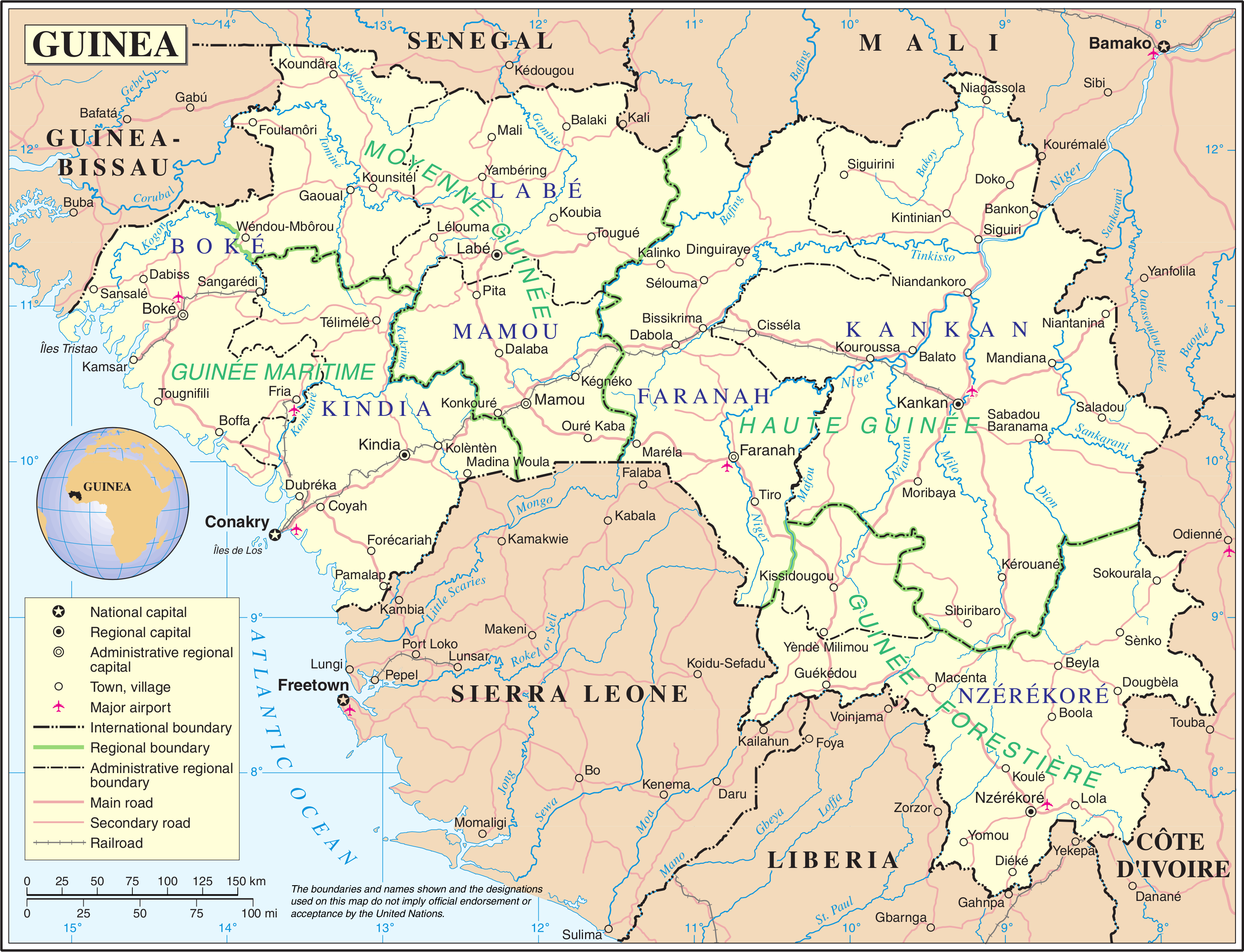
Les 8 régions administratives de la Guinée : gouvernorat de Conakry, région de Boké, région de Kindia, région de Labé, région de Mamou, région de Kankan, région de Faranah, et région de Nzérékoré.

La subdivision de la Guinée désigne la division administrative en différentes entités territoriales de la Guinée.

## Subdivisions
| Administration du territoire | Nombre |
| ---------------------------- | ------ |
| Régions                      | 8      |
| Préfectures                  | 33     |
| Sous-préfectures             | 308    |
| Communes urbaines            | 344    |
| Districts/Quartiers          | 4 142  |
| Villages/Secteurs            | 15 741 |

## Régions administratives
Au découpage en quatre régions naturelles ci-dessus se superpose celui en sept « régions administratives » et un « gouvernorat ».
Ces huit régions portent le nom de la ville qui en est le chef-lieu : 
| Région                 | Code | Carte |
| ---------------------- | ---- | ----- |
| Gouvernorat de Conakry | GN-C |       |
| Région de Boké         | GN-B |       |
| Région de Kindia       | GN-D |       |
| Région de Mamou        | GN-M |       |
| Région de Faranah      | GN-F |       |
| Région de Kankan       | GN-K |       |
| Région de Labé         | GN-L |       |
| Région de Nzérékoré    | GN-N |       |

## Préfectures
Les régions sont à leur tour subdivisées en « préfectures », dont le nombre total est de 33 ; elles sont nommées d'après leur chef-lieu.
Les préfectures sont le cadre de la déconcentration.

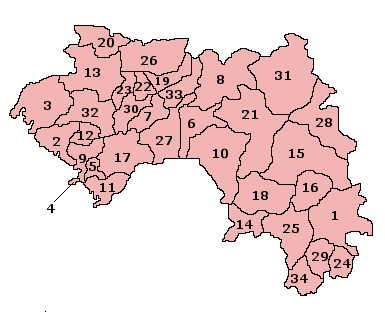
Les 33 préfectures de la Guinée et la capitale Conakry :
1.Beyla
2.Boffa
3.Boké
4.Conakry
5.Coyah
6.Dabola
7.Dalaba
8.Dinguiraye
9.Dubréka
10.Faranah
11.Forécariah
12.Fria
13.Gaoual
14.Guéckédou
15.Kankan
16.Kérouané
17.Kindia
18.Kissidougou
19.Koubia
20.Koundara
21.Kouroussa
22.Labé
23.Lélouma
24.Lola
25.Macenta
26.Mali
27.Mamou
28.Mandiana
29.Nzérékoré
30.Pita
31.Siguiri
32.Télimélé
33.Tougué
34.Yomou.

On compte également 38 « communes urbaines », qui correspondent aux villes chef-lieu de préfectures, auxquelles s'ajoutent les cinq communes de Conakry. Les communes urbaines sont les cadres de la décentralisation.

## Sous-préfectures
Enfin, il existe 345 « communautés rurales de développement » (décentralisation) et « sous-préfectures » (déconcentration), qui ont le même territoire.
| N°  | Sous-Préfectures    |
| --- | ------------------- |
| 001 | Boffa Centre        |
| 002 | Colia               |
| 003 | Douprou             |
| 004 | Koba-Tatema         |
| 005 | Lisso               |
| 006 | Mankountan          |
| 007 | Tamita              |
| 008 | Tougnifili          |
| 009 | Bintimodiya         |
| 010 | Boké Centre         |
| 011 | Dabiss              |
| 012 | Kamsar              |
| 013 | Kanfarandé          |
| 014 | Kolaboui            |
| 015 | Malapouyah          |
| 016 | Sangaredi           |
| 017 | Sansalé             |
| 018 | Tanéné              |
| 019 | Baguinet            |
| 020 | Banguingny          |
| 021 | Fria Centre         |
| 022 | Tormelin            |
| 023 | Foulamory           |
| 024 | Gaoual Centre       |
| 025 | Kakony              |
| 026 | Koumbia             |
| 027 | Kounsitel           |
| 028 | Malanta             |
| 029 | Touba               |
| 030 | Wendou M'Bour       |
| 031 | Guingan             |
| 032 | Kamaby              |
| 033 | Koundara Centre     |
| 034 | Sambailo            |
| 035 | Sareboido           |
| 036 | Termesse            |
| 037 | Youkounkoun         |
| 038 | Dixinn              |
| 039 | Kaloum              |
| 040 | Matam               |
| 041 | Matoto              |
| 042 | Ratoma              |
| 043 | Arfamoussaya        |
| 044 | Banko               |
| 045 | Bissikrima          |
| 046 | Dabola Centre       |
| 047 | Dogomet             |
| 048 | Kankama             |
| 049 | Kindoye             |
| 050 | Konindou            |
| 051 | N'Dema              |
| 052 | Banora              |
| 053 | Dialakoro (Faranah) |
| 054 | Diatiféré           |
| 055 | Dinguiraye Centre   |
| 056 | Gagnakali           |
| 057 | Kalinko             |
| 058 | Lansanya            |
| 059 | Sélouma             |
| 060 | Banian              |
| 061 | Beindou             |
| 062 | Faranah Centre      |
| 063 | Gnaléah             |
| 064 | Hérémakonon         |
| 065 | Kobikoro            |
| 066 | Maréla              |
| 067 | Passayah            |
| 068 | Sandeniah           |
| 069 | Songoyah            |
| 070 | Tindo               |
| 071 | Tiro                |
| 072 | Albadaria           |
| 073 | Banama              |
| 074 | Bardou              |
| 075 | Beindou             |
| 076 | Fermesadou          |
| 077 | Firawa              |
| 078 | Gbangbadou          |
| 079 | Kissidougou Centre  |
| 080 | Kondiadou           |
| 081 | Manfran             |
| 082 | Sangardo            |
| 083 | Yendé-Millimou      |
| 084 | Yombiro             |
| 085 | Balandougou         |
| 086 | Bate-Nafadji        |
| 087 | Boula               |
| 088 | Gbérédou-Baranama   |
| 089 | Kankan Centre       |
| 090 | Karifamoriyah       |
| 091 | Koumban             |
| 092 | Mamouroudou         |
| 093 | Missamana           |
| 094 | Moribayah           |
| 095 | Sabadou-Baranama    |
| 096 | Tinti-Oulen         |
| 097 | Tokounou            |
| 098 | Banankoro           |
| 099 | Damaro              |
| 100 | Kérouane Centre     |
| 101 | Komodou             |
| 102 | Kounsankoro         |
| 103 | Linko               |
| 104 | Sibiribaro          |
| 105 | Soromaya            |
| 106 | Babila              |
| 107 | Balato              |
| 108 | Banfélé             |
| 109 | Baro                |
| 110 | Cisséla             |
| 111 | Douako              |
| 112 | Doura               |
| 113 | Kiniéro             |
| 114 | Komola-Koura        |
| 115 | Koumana             |

| N°  | Sous-Préfectures   |
| --- | ------------------ |
| 116 | Kouroussa Centre   |
| 117 | Sanguiana          |
| 118 | Balandougouba      |
| 119 | Dialakoro (Kankan) |
| 120 | Faralako           |
| 121 | Kantoumanina       |
| 122 | Kiniéran           |
| 123 | Kondianakoro       |
| 124 | Koundian           |
| 125 | Mandiana Centre    |
| 126 | Morodou            |
| 127 | Niantania          |
| 128 | Saladou            |
| 129 | Sansando           |
| 130 | Bankon             |
| 131 | Doko               |
| 132 | Franwalia          |
| 133 | Kiniébakoura       |
| 134 | Kintinian          |
| 135 | Maléa              |
| 136 | Naboun             |
| 137 | Niagassola         |
| 138 | Niandankoro        |
| 139 | Norassoba          |
| 140 | Nounkounkan        |
| 141 | Siguiri Centre     |
| 142 | Tomba Kanssa       |
| 143 | Siguirini          |
| 144 | Coyah Centre       |
| 145 | Kouriya            |
| 146 | Manéah             |
| 147 | Wonkifong          |
| 148 | Badi               |
| 149 | Dubréka Centre     |
| 150 | Falissade          |
| 151 | Khorira            |
| 152 | Ouassou            |
| 153 | Tanéné             |
| 154 | Tondon             |
| 155 | Alassoya           |
| 156 | Benty              |
| 157 | Farmoriah          |
| 158 | Forécariah Centre  |
| 159 | Kaback             |
| 160 | Kakossa            |
| 161 | Kallia             |
| 162 | Maferenya          |
| 163 | Moussaya           |
| 164 | Sikhourou          |
| 165 | Bangouyah          |
| 166 | Damankanyah        |
| 167 | Friguiagbé         |
| 168 | Kindia Centre      |
| 169 | Kolente            |
| 170 | Linsan             |
| 171 | Madina Oula        |
| 172 | Mambiya            |
| 173 | Molota             |
| 174 | Samayah            |
| 175 | Sougueta           |
| 176 | Bourouwal          |
| 177 | Daramagnaky        |
| 178 | Gougoudjé          |
| 179 | Koba               |
| 180 | Kollet             |
| 181 | Konsotamy          |
| 182 | Missira            |
| 183 | Santou             |
| 184 | Sarékaly           |
| 185 | Sinta              |
| 186 | Sogolon            |
| 187 | Tarihoye           |
| 188 | Télimélé Centre    |
| 189 | Thionthian         |
| 190 | Fafaya             |
| 191 | Gadha-Woundou      |
| 192 | Koubia Centre      |
| 193 | Matakaou           |
| 194 | Missira            |
| 195 | Pilimini           |
| 196 | Dalein             |
| 197 | Daralabe           |
| 198 | Diari              |
| 199 | Dionfo             |
| 200 | Garambé            |
| 201 | Hafia              |
| 202 | Kaalan             |
| 203 | Kouramangui        |
| 204 | Labé Centre        |
| 205 | Noussy             |
| 206 | Popodara           |
| 207 | Sannou             |
| 208 | Taranbaly          |
| 209 | Tountouroun        |
| 210 | Balaya             |
| 211 | Djountou           |
| 212 | Herico             |
| 213 | Korbe              |
| 214 | Lafou              |
| 215 | Lélouma Centre     |
| 216 | Linsansaran        |
| 217 | Manda              |
| 218 | Parawol            |
| 219 | Sagalé             |
| 220 | Tyanguel-Bori      |
| 221 | Balaki             |
| 222 | Donghol Sigon      |
| 223 | Dougountouny       |
| 224 | Fougou             |
| 225 | Gayah              |
| 226 | Hidayatou          |
| 227 | Lebekere           |
| 228 | Madina Wora        |
| 229 | Mali Centre        |
| 230 | Salambande         |

| N°  | Sous-Préfectures  |
| --- | ----------------- |
| 231 | Téliré            |
| 232 | Touba             |
| 233 | Yembereng         |
| 234 | Fatako            |
| 235 | Fello Koundoua    |
| 236 | Kansangui         |
| 237 | Kolangui          |
| 238 | Kollet            |
| 239 | Konah             |
| 240 | Kouratongo        |
| 241 | Koïn              |
| 242 | Tangaly           |
| 243 | Tougué Centre     |
| 244 | Bodié             |
| 245 | Dalaba Centre     |
| 246 | Ditinn            |
| 247 | Kaalan            |
| 248 | Kankalabé         |
| 249 | Kébali            |
| 250 | Koba              |
| 251 | Mafara            |
| 252 | Mitty             |
| 253 | Mombéyah          |
| 254 | Bouliwel          |
| 255 | Dounet            |
| 256 | Gongoret          |
| 257 | Kegneko           |
| 258 | Konkoure          |
| 259 | Mamou Centre      |
| 260 | Nyagara           |
| 261 | Ouré-Kaba         |
| 262 | Porédaka          |
| 263 | Saramoussaya      |
| 264 | Soyah             |
| 265 | Téguéréya         |
| 266 | Timbo             |
| 267 | Tolo              |
| 268 | Bantignel         |
| 269 | Bourouwal-Tappé   |
| 270 | Donghol-Touma     |
| 271 | Gongore           |
| 272 | Ley-Miro          |
| 273 | Maci              |
| 274 | Ninguélandé       |
| 275 | Pita Centre       |
| 276 | Sangaréah         |
| 277 | Sintaly           |
| 278 | Timbi Madina      |
| 279 | Timbi-Touny       |
| 280 | Beyla Centre      |
| 281 | Boola             |
| 282 | Diarraguerela     |
| 283 | Diassadou         |
| 284 | Fouala            |
| 285 | Gbackédou         |
| 286 | Gbéssoba          |
| 287 | Karala            |
| 288 | Koumandou         |
| 289 | Mousadou          |
| 290 | Nionsomoridou     |
| 291 | Samana            |
| 292 | Sinko             |
| 293 | Sokourala         |
| 294 | Bolodou           |
| 295 | Fangamadou        |
| 296 | Guéckédou Centre  |
| 297 | Guendembou        |
| 298 | Kassadou          |
| 299 | Koundou           |
| 300 | Nongoa            |
| 301 | Ouendé-Kénéma     |
| 302 | Tékoulo           |
| 303 | Terméssadou Djibo |
| 304 | Bossou            |
| 305 | Foumbadou         |
| 306 | Gama Berema       |
| 307 | Guéassou          |
| 308 | Kokota            |
| 309 | Lainé             |
| 310 | Lola Centre       |
| 311 | N'Zoo             |
| 312 | Tounkarata        |
| 313 | Balizia           |
| 314 | Binikala          |
| 315 | Bofossou          |
| 316 | Daro              |
| 317 | Fassankoni        |
| 318 | Kouankan          |
| 319 | Koyama            |
| 320 | Macenta Centre    |
| 321 | N'Zébéla          |
| 322 | Ourémai           |
| 323 | Panziazou         |
| 324 | Semgbédou         |
| 325 | Sérédou           |
| 326 | Vassérédou        |
| 327 | Watanka           |
| 328 | Bounouma          |
| 329 | Gouécké           |
| 330 | Kobéla            |
| 331 | Koropara          |
| 332 | Koulé             |
| 333 | Nzérékoré Centre  |
| 334 | Palé              |
| 335 | Samoé             |
| 336 | Soulouta          |
| 337 | Womey             |
| 338 | Yalenzou          |
| 339 | Banié             |
| 340 | Bheeta            |
| 341 | Bignamou          |
| 342 | Bowé              |
| 343 | Djécké            |
| 344 | Péla              |
| 345 | Yomou Centre      |

## Communes urbaines et rurales
Liste des régions,des préfectures et des communes urbaines et rurales en 2021
| Régions    | Préfectures | Communes urbaines  | Communes rurales |
| ---------- | ----------- | ------------------ | --- |
| Boké       | Boké        | Boké centre        | Kamsar, Tanene, Sangaredi, Kanfarandé, Bintimodia, Dabiss, Kolaboui, Malapouya, Sansale |
| Boké       | Boffa       | Boffa centre       | Coliah, Doupourou, Koba, Lisso, Mankounta, Tamita, Tougnifily |
| Boké       | Koundara    | Koundara centre    | Guingan, Termesse, Sambailo, Saraboido, Kamaby, Youkounkoun |
| Boké       | Fria        | Fria centre        | Baguinet, Tormelin, Banguigny |
| Boké       | Gaoual      | Gaoual centre      | Koumbia, Wendou m’bourou, Touba, Kounsitel, Kakony, Foulamory, Malantan |
| Faranah    | Dabola      | Dabola centre      | Bissikirima, Konindou, Banko, M’dema, Kankama, Arfamoussaya, Dogomet, Kindoye |
| Faranah    | Dinguiraye  | Dinguiraye centre  | Dialakoro, Lansanaya, Kalinko, Selouma, Banora, Diatifere, Gagnakaly |
| Faranah    | Faranah     | Faranah centre     | Hermakono, Beindou, Sandinia, Tiro, Nialia, Passaya, Kobikoro, Songoyah, Banian, Marela, Tindo, Bantou, Dantilia, Ballaya, Bambaya                                                                              |
| Faranah    | Kissidougou | Kissidougou centre | Beindou, Kondiadou, Yende millimou, Firawa, Banama, Bardou, Manfran, Gbangbadou, Fermessadou, Yombiro, Sangardo, Albadariah                                                                                     |
| Kankan     | Kankan      | Kankan centre      | Bate nafadji, Karfamoriah, Balandou, Gberedou, Baranama, Tinti oulen, Boula, Sabadou baranama, Missamana, Toukounou, Koumban, Mamouroudou, Moribaya, Djelibakoro, Fodécariah-badimana, Djimbala                 |
| Kankan     | Kérouane    | Kérouane centre    | Soromaya, Sibiribaro, Banankoro, Damaro, Komodou, Linko, Konsankoro |
| Kankan     | Mandiana    | Mandiana centre    | Balandougouba, Dialakoro, Faralako, Kantoumanina, Kinieran, Kondianakoro, Koundian, Morodou, Niantanina, Saladou, Sansando, Kodiaran                                                                            |
| Kankan     | Kouroussa   | Kouroussa centre   | Sanguiana, Balato, Cissela, Douako, Koumana, Doura, Babila,Komolakoura, Baro, Kiniero, Banfele, Fadou-saba, Kouroukoro, Kansereyah                                                                              |
| Kankan     | Siguiri     | Siguiri centre     | Norassoba, Kintinian, Siguirini, Maleah, Niagassola, Kiniebakoura, Banko, Naboun, Niandankoro, Noukounkan, Doko, Franwalia, Didi Kouremale, Tomba-kanssa, Tomboni, Fidako, Diomabana, Mignada, Koumandjambougou |
| Kindia     | Coyah       | Coyah centre       | Maneah, Wonkifong, Kouriah |
| Kindia     | Dubréka     | Dubréka centre     | Khorira, Falessade, Tondon, Bady, Ouassou, Tanene |
| Kindia     | Forécariah  | Forécariah centre  | Allassoyah, Benty, Farmoriah, Kaliah, Sikhourou, Moussayah, Kakossa, Kaback, Maferinyah, Moribayah |
| Kindia     | Kindia      | Kindia centre      | Madina oula, Sougueta, Linsan, Bangouya, Damakania, Kolentè, Molota, Friguiagbé, Mambia, Samaya |
| Kindia     | Télimélé    | Télimélé centre    | Sogolon, Sinta, Thiontian, Kollet, Tarihoye, Gougoudje, Koba, Missira, Brouwal, Daramagnaki, Santou, Konsotamy, Sarekaly, Kawessi                                                                               |
| Labé       | Koubia      | Koubia centre      | Pilimini, Matakaou, Missira, Gadha woundou, Fafaya |
| Labé       | Labé        | Labé centre        | Dalein, Dara labe, Diari, Dionfo, Garambé, Hafia, Tarambaly, Kaalan, Kouramangui, Noussy, Popodara, Sannoun, Tountouroun                                                                                        |
| Labé       | Lelouma     | Lelouma centre     | Herico, Sagalé, Parawol, Thianguel bory, Manda, Balaya, Laafou, Linsan saran, Diountou, Korbé |
| Labé       | Mali        | Mali               | Madina wora, Fougou, Touba bagadadji, Lébékéré, Yembering, Madina salambandé, Gayah, Balaki, Teliré, Dougountouny, Donghel sigon, Hidayatou, Badougoula                                                         |
| Labé       | Tougué      | Tougué centre      | Kansagui, Kouratongo, Koin, Konah, Fello, koundou, Fatako, Tangaly, Kollagui, Kollet |
| Mamou      | Dalaba      | Dalaba centre      | Kankalabé, Mitty, Ditinn, Bodié, Koba, Mombeya, Kaala, Mafara, Kebaly, Kourou |
| Mamou      | Mamou       | Mamou centre       | Boulliwel, Gongoret, Konkouré, Niagara, Poredaka, Teguereya, Timbo, Tolo, Kegneko, Dounet, Soyah, Sara moussayah, Oure kaba                                                                                     |
| Mamou      | Pita        | Pita centre        | Gongorè, Ley-miro, Timbi touni, Timbi madina, Sintaly, Dongol touma, Ninguelandé, Sangareyah, Bantignel, Maci, Brouwal tappe                                                                                    |
| N'zérékoré | Beyla       | Beyla centre       | Moussadou, Boola, Nionsomoridou, Gbackedou, Gbessoba, Koumandou, Diassodou, Fouala, Karala, Sokourala, Diarraguerela, Sinko, Samana, Tiewa, Fonodou                                                             |
| N'zérékoré | Guéckédou   | Guéckédou centre   | Koundou, Bolodou, Kassadou, Fangamadou, Temessadou, Ouende kenema, Guendembou, Nongoa, Tekoulo, Kondembadou, Guelo n’faly                                                                                       |
| N'zérékoré | Lola        | Lola centre        | Gama berema, N’zoo, Tounkarata, Bossou, Lainé, Kokota, Gueasso, Foumbadou |
| N'zérékoré | Macenta     | Macenta centre     | N'zebela, Wattanga, Bofousou, Kouankan, Oremai, Binikala, Sengbedou, Daro, Seredou, Balizia, Koyamah, Fassankoni, Panziazou, Vasseredou                                                                         |
| N'zérékoré | Yomou       | Yomou centre       | Bowé, Bignamou, Diecké, Bheta, Banié, Pela |
| N'zérékoré | N’zérékoré  | N’zérékoré centre  | Gouecké, Bounouma, Womey, Samoé, Palé, Koulé, Koropara, Soulouta, Yalenzou, Kobela |